# Казаки: Европейские войны
Казаки: Европейские войны — игра в жанре стратегия в реальном времени, разработанная компанией GSC Game World и изданная компанией Руссобит-М.

## Типы игры
Существуют три типа игры: Кампании, Одиночные миссии, Миссии на случайных картах.

### Кампании
В игре есть четыре кампании (не считая обучения):
- Английская («Пираты Карибского моря») — покорение или обложение данью Бермудских островов (1652—1654), Ямайки и соседних островов (1655—1659), Каталины (1666), Кубы (1667), побережья Панамы, Колумбии (1670) и Венесуэлы (озеро Маракайбо, 1671). Каперство и борьба с конкурентами — пиратами, Нидерландами и Испанией.
- Украинская («Война за независимость») — война с татарами в Запорожье (1629), содействие литовцам при войне с Россией на подступах к Смоленску (1634), восстание Павлюка (1637), взятие крепости Кодак (1647), восстание Хмельницкого (1648), восстание на Волыни против Вишневецкого и Радзивилла (1649), сопротивление польским магнатам в районе Черкасс (1651).
- Французская («На службе у кардинала») — участие Франции в Тридцатилетней войне в Лотарингии и Эльзасе (1630—1637), Перпиньяне (1638), Аррасе (1640), Рокруа (1643), Цусмарсхаузене (1648), подавление Фронды в Тулузе (1650).
- Русская («Окно в Европу») — подавление восстания Степана Разина в Тетюшах (1670), Крымские походы через реку Самару (1687) и город Чугуев (1689), взятие Ниеншанца (1700), Северная война: осада Динаминда (1701), осада Нарвы (1704), подготовка к Полтавской битве (1709), Гангутское сражение (1714).

В кампании невозможно выбрать уровень сложности.

### Одиночные миссии
В игре представлено десять одиночных миссий. В одиночных миссиях игрок может выбрать один из четырёх уровней сложности: лёгкий — нормальный — трудный — очень трудный.

### Миссии на случайных картах
Игра может идти как на уже готовой карте, так и на случайно генерируемой по указанным игроком параметрам:
- размер: малая («на четырёх игроков»: на карте видны отметки стартовых позиций), средняя (на шестерых), большая (на восьмерых)
- тип местности: от суши, через обрамляющее акваторию средиземноморье и обрамлённый океаном континент с полуостровами, до разделённых водной преградой континентов, архипелагов или даже россыпи мелких островов
- рельеф местности: от свободной для перемещения равнины, через ограниченную обрывами холмистость и плато, к нагорью и непроходимым горам
- климатическую зону: от таёжно-лесистой до пустынной
- мощность залежей полезных ископаемых

Игрок может выбрать себе цвет и любую из шестнадцати представленных стран, установить до шести управляемых компьютером стран-соперников и их цвета и отношения: союзник или противник. Так же как в одиночных миссиях, возможен выбор уровня сложности.

## Геймплей
Век

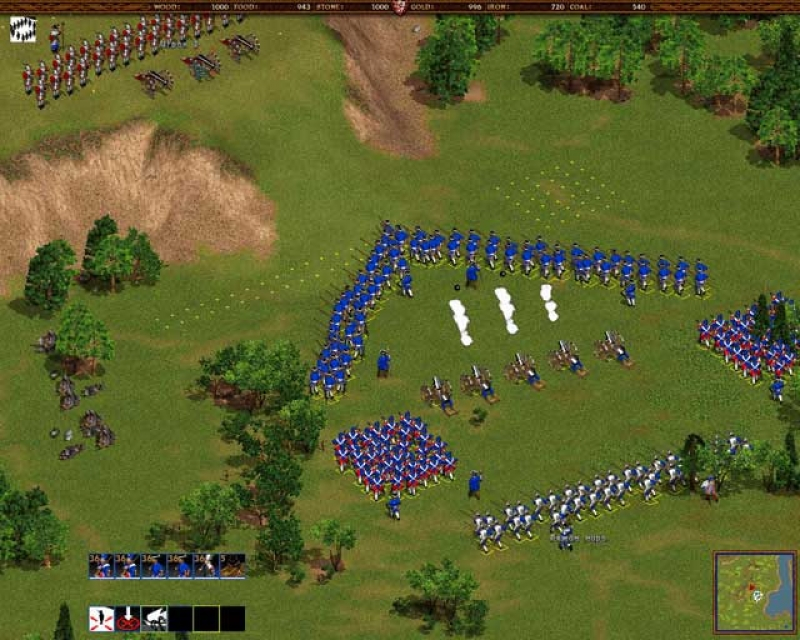
Штурм холма

Сначала игра идёт в XVII веке. В миссиях игрок, преодолевший ограничения (ресурсные и построенные типы зданий), может перейти в XVIII век: «изучить» соответствующий апгрейд в Городском Центре. Для перехода необходимо собрать 50 000 еды, 10 000 золота и 5000 железа (для разных стран количество собранных ресурсов незначительно отличается, для Англии отличается значительно — нужно собрать 18 500 железа), а также построить ряд сооружений (Казармы, Академия, Конюшня, Артиллерийское Депо, Рынок, Собор). После перехода становится доступна для постройки казарма XVIII века, появляются новые юниты в Конюшне, Порту и новые апгрейды в Академии, Кузнице и Мельнице. Алжир, Турция и Украина не могут перейти в XVIII век, но часть улучшений им доступна с начала игры.
Ресурсы
В игре шесть видов ресурсов: дерево, еда, камень, золото, железо, уголь. Золото, железо и уголь добываются в шахтах, которые строятся на месторождении соответствующего ресурса. Каждая шахта может вместить в себя пять человек. Существуют улучшения шахты, после выполнения которых в шахту можно дополнительно завести ещё пять, восемь и десять крестьян. Шахты могут быть захвачены вражескими войсками. Еда собирается крестьянами с полей, относящими её на мельницу, а также рыбацкими лодками, отвозящими рыбу в порт. Дерево добывается в лесах, а камень — в каменном карьере; оба ресурса относятся рабочими на склад или в городской центр. Ресурсы можно также обменивать на рынке. Если у игрока нет угля или железа, сторожевые башни, пушки и юниты, вооружённые огнестрельным оружием, не смогут стрелять. Если нет золота — юниты, требующие финансирования, не будут сражаться, а наёмники и некоторые суда выйдут из-под контроля игрока (станут коричневого цвета). В случае отсутствия еды юниты игрока начинают умирать. Все юниты (кроме наёмников) требуют для постройки еду, некоторые также дерево, золото, железо и уголь.

## Страны
В игре представлено шестнадцать стран: Австрия, Алжир, Англия, Венеция, Испания, Нидерланды, Польша, Португалия, Пруссия, Пьемонт, Россия, Саксония, Турция, Украина, Франция и Швеция. Большинство стран, преимущественно страны Западной Европы, обладают стандартным набором строений и юнитов. Юниты каждой страны, кроме внешних отличий, имеют свои индивидуальные особенности.
| Страна     | Переход в XVIII век | Уникальные юниты |
| ---------- | ------------------- | --- |
| Австрия    | да                  | рундашир (пехота XVII века), мушкетёр XVII века, кроат (лёгкая кавалерия XVII века), пандур (стрелок XVIII века)                                                        |
| Алжир      | нет                 | турецкий пикинёр, лёгкий пехотинец, лучник (пехота), мамелюк (кавалерия), турецкая яхта (флот), шебека (флот)                                                           |
| Англия     | да                  | шотландский стрелок (стрелок XVIII века) |
| Венеция    | да                  | галеас (флот) |
| Испания    | да                  | мушкетёр XVII века |
| Нидерланды | да                  | мушкетёр XVII века |
| Польша     | да                  | пикинёр XVII века, мушкетёр XVII века, лёгкий рейтар, крылатый гусар |
| Португалия | да                  | порт (здание) |
| Пруссия    | да                  | мушкетёр XVIII века, прусский гусар |
| Пьемонт    | да                  | падре (священник) |
| Россия     | да                  | крепостной (крестьянин), командир (офицер XVII века), копейщик, стрелец (мушкетёр XVII века), витязь (тяжёлая кавалерия XVII века), донской казак (кавалерия XVII века) |
| Саксония   | да                  | гвардейский кавалерист (тяжёлая кавалерия XVII века), мушкетёр XVIII века, гренадер                                                                                     |
| Турция     | нет                 | турецкий пикинёр, лёгкий пехотинец, янычар (стрелок), сипах (кавалерия), татарин (кавалерия), турецкая яхта (флот), шебека (флот)                                       |
| Украина    | нет                 | сердюк (стрелок), сечевой казак (лёгкая кавалерия), реестровый казак (кавалерия), гетман (тяжёлая кавалерия)                                                            |
| Франция    | да                  | королевский мушкетер (конный стрелок XVII века), егерь (стрелок XVIII века)                                                                                             |
| Швеция     | да                  | шведский рейтар (тяжёлая кавалерия), пикинёр XVIII века |

## Отзывы
| Сводный рейтинг | Сводный рейтинг |
| Агрегатор       | Оценка          |
| --------------- | --------------- |
| GameRankings    | 77,17 %         |